# First Avenue (Canarsie Line)
First Avenue is een station van de Metro van New York aan de Canarsie Line in het stadsdeel Manhattan.